# Archiearides fidonioides
Archiearides fidonioides là một loài bướm đêm trong họ Geometridae.